# Мадагаскар на Олимпијским играма
Мадагаскар се први пут појавио на Олимпијским играма 1964. године и од тада је Мадагаскар пропустио учешће на само 2 Летње олимпијске игре: 1976. и 1988. године.
На Зимске олимпијске игре Мадагаскар је само једанпут послао своје представнике и то на игре одржане 2006. године. Представници Мадагаскара закључно са Олимпијским играма одржаним 2008. године у Пекингу нису освојили ни једну олимпијску медаљу.
Национални олимпијски комитет Мадагаскара (Comité Olympique Malgache) је основан 1963. а признат од стране Међународног олимпијског комитета 1964. године.

## Медаље

### Освојене медаље на ЛОИ
| Учешће и освојене медаље Мадагаскара на ЛОИ |                            |                            |                            |                            |                            |                            |                            |                            |                            |                            |
| ЛОИ                                         | Носилац заставе            | Учешће                     | Муш.                       | Жене                       | спорт.                     | Злато                      | Сребро                     | Бронза                     | Укупно                     | Ранг                       |
| 1964 Токио                                  |                            |                            |                            |                            |                            | 0                          | 0                          | 0                          | 0                          |                            |
| 1968 Мексико Сити                           |                            |                            |                            |                            |                            | 0                          | 0                          | 0                          | 0                          |                            |
| 1972 Минхен                                 |                            |                            |                            |                            |                            | 0                          | 0                          | 0                          | 0                          |                            |
| 1976 Монтреал                               | Мадагаскар није учествовао | Мадагаскар није учествовао | Мадагаскар није учествовао | Мадагаскар није учествовао | Мадагаскар није учествовао | Мадагаскар није учествовао | Мадагаскар није учествовао | Мадагаскар није учествовао | Мадагаскар није учествовао | Мадагаскар није учествовао |
| 1980 Москва                                 |                            |                            |                            |                            |                            | 0                          | 0                          | 0                          | 0                          |                            |
| 1984 Лос Анђелес                            |                            |                            |                            |                            |                            | 0                          | 0                          | 0                          | 0                          |                            |
| 1988 Сеул                                   | Мадагаскар није учествовао | Мадагаскар није учествовао | Мадагаскар није учествовао | Мадагаскар није учествовао | Мадагаскар није учествовао | Мадагаскар није учествовао | Мадагаскар није учествовао | Мадагаскар није учествовао | Мадагаскар није учествовао | Мадагаскар није учествовао |
| 1992 Барселона                              |                            |                            |                            |                            |                            | 0                          | 0                          | 0                          | 0                          |                            |
| 1996 Атланта                                |                            |                            |                            |                            |                            | 0                          | 0                          | 0                          | 0                          |                            |
| 2000 Сиднеј                                 |                            |                            |                            |                            |                            | 0                          | 0                          | 0                          | 0                          |                            |
| 2004 Атина                                  |                            |                            |                            |                            |                            | 0                          | 0                          | 0                          | 0                          |                            |
| 2008 Пекинг                                 |                            |                            |                            |                            |                            | 0                          | 0                          | 0                          | 0                          |                            |
| 2012 Лондон                                 |                            |                            |                            |                            |                            |                            |                            |                            |                            |                            |
| 2016. Рио де Жанеиро                        |                            |                            |                            |                            |                            |                            |                            |                            |                            |                            |
| 2020. Токио                                 |                            |                            |                            |                            |                            |                            |                            |                            |                            |                            |
| 2024. Париз                                 |                            |                            |                            |                            |                            |                            |                            |                            |                            |                            |
| 2028. Лос Анђелес                           | предстојећи догађај        |                            |                            |                            |                            |                            |                            |                            |                            |                            |
| 2032. Бризбејн                              | предстојећи догађај        |                            |                            |                            |                            |                            |                            |                            |                            |                            |
| Укупно                                      |                            |                            |                            |                            |                            | 0                          | 0                          | 0                          | 0                          |                            |

### Освојене медаље на ЗОИ
| Учешће и освојене медаље Мадагаскара на ЗОИ |                            |                            |                            |                            |                            |                            |                            |                            |                            |                            |
| ЛОИ                                         | Носилац заставе            | Учешће                     | Муш.                       | Жене                       | спорт.                     | Злато                      | Сребро                     | Бронза                     | Укупно                     | Ранг                       |
| 2006. Торино                                |                            |                            |                            |                            |                            | 0                          | 0                          | 0                          | 0                          |                            |
| 2010. Ванкувер                              | Мадагаскар није учествовао | Мадагаскар није учествовао | Мадагаскар није учествовао | Мадагаскар није учествовао | Мадагаскар није учествовао | Мадагаскар није учествовао | Мадагаскар није учествовао | Мадагаскар није учествовао | Мадагаскар није учествовао | Мадагаскар није учествовао |
| 2018. Пјонгчанг                             |                            |                            |                            |                            |                            |                            |                            |                            |                            |                            |
| 2014. Сочи                                  |                            |                            |                            |                            |                            |                            |                            |                            |                            |                            |
| 2022. Пекинг                                |                            |                            |                            |                            |                            |                            |                            |                            |                            |                            |
| 2026. Милано и Кортина                      | предстојећи догађај        |                            |                            |                            |                            |                            |                            |                            |                            |                            |
| 2030. Француски Алпи                        | предстојећи догађај        |                            |                            |                            |                            |                            |                            |                            |                            |                            |
| 2034. Солт Лејк Сити                        | предстојећи догађај        |                            |                            |                            |                            |                            |                            |                            |                            |                            |
| Укупно                                      |                            |                            |                            |                            |                            | 0                          | 0                          | 0                          | 0                          |                            |